# Hugo Arellanes
Hugo Arellanes Antonio (San Juan Bautista Lo de Soto) es un fotógrafo y activista afrodescendiente mexicano. Es coordinador de Huella Negra una organización que busca visibilizar a la población afromexicana, que vive en la Ciudad de México, e incidir en la lucha por la defensa de su reconocimiento y sus derechos.
Es parte de la Asamblea Consultiva del Consejo para Eliminar y Prevenir la Discriminación de la Ciudad de México.

## Trayectoria
Estudió la licenciatura en Justicia y Derechos Humanos en la Universidad de los Pueblos del Sur.
Como fotógrafo busca modificar el discurso basado en estereotipos de las comunidades de afrodescendientes, dentro del colectivo Huella Negra trabaja para construir un identidad basada en la voz de las personas afromexicanas contrarrestando las representaciones tradicionales.
Su exposición AFRICAMERICANOS se ha montado en el Centro de la Imagen y en el Museo Amparo.